# Пановский сельсовет (Нижегородская область)
Пановский сельсовет — бывшее муниципальное образование (сельское поселение) в составе Шатковского района Нижегородской области.
Административным центром сельсовета являлось село Паново.

## Населённые пункты
В состав муниципального образования входили 3 населённых пункта: сёла Паново и Луканово, деревня Ратманово.